# Bleek vuur
Bleek vuur (Engels: Pale Fire, Russisch: Бледное пламя) is een roman van de Russisch-Amerikaanse schrijver Vladimir Nabokov, in 1962 verschenen in het Engels en door hemzelf vertaald in het Russisch. De roman bestaat uit het gedicht "Bleek vuur" van de fictieve auteur John Shade, met een inleiding plus afsluitend commentaar van de (krankzinnige) fictieve wetenschapper Charles Kinbote.

## Inhoud en typering

#### Gedicht
"Bleek vuur" is de naam van Shades gedicht, bestaande uit 999 regels, in vier delen (canto’s). Het beschrijft een aantal gebeurtenissen uit Shades leven. Het eerste deel gaat vooral over Shades vroege kennismaking met de dood en het bovennatuurlijke. Deel twee handelt over zijn familie en de klaarblijkelijke zelfmoord van zijn dochter. In deel drie reflecteert hij op het leven na de dood en uit hij een vage hoop op het bestaan van ‘hogere machten’, die zich zouden manifesteren in het toevallige. Deel vier beschrijft een aantal persoonlijke herinneringen uit zijn leven en poëtisch werk.

#### Voorwoord en commentaar
"Bleek vuur" wordt voorafgegaan door een voorwoord van Shades buurman en collega-wetenschapper Kinbote, en gevolgd door diens uitgebreide commentaar. Veel meer echter dan een commentaar op het gedicht geeft Kinbote daarmee zijn eigen versie op het leven van Shade, alsook op de ‘vriendschap’ tussen hen beiden. Zo vertelt hij het verhaal van de afgezette koning Charles II van het verre Noordelijke land Zembla, die na een socialistische revolutie wist te ontkomen, en koppelt dat thema via allerlei onwaarschijnlijke aanwijzingen aan Shades gedicht. Kinbote heeft het verder over de huurmoordenaar Gradus, die Charles II in opdracht van de nieuwe machthebbers zou moeten doden. Uiteindelijk doemen voor de lezer allerlei mogelijke scenario’s op, als zou Kinbote wellicht zelf Charles II zijn en Shade per ongeluk door Gradus zijn vermoord. Uiteindelijk dient het beeld zich aan dat Kinbote een krankzinnige is, die zich alles vooral heeft ingebeeld. Je zou zo kunnen denken dat Kinbote de schepper van zowel Shade als het gedicht is, tot je op een gegeven moment ontdekt dat het ook precies omgekeerd zou kunnen zijn. Of dat geen van beide opties kloppen. Echt duidelijk wordt het allemaal nooit. De literatuurcritici zijn er nog steeds niet uit.

#### Compositie en interpretatie
"Bleek vuur" is een raadselroman, vol met allusies. Wat de geschiedenis precies behelst is moeilijk te vertellen. Het boek vraagt veel van de lezer en is in zekere zin vergelijkbaar met een hoogcomplexe puzzel of een ingewikkeld schaakprobleem, zoals Nabokov die graag oploste maar ook verzon. De compositie van "Bleek vuur" draagt dan ook in hoge mate bij aan die vergelijking: vanaf de allereerste bladzijden uit de inleiding begint een uiterst complex systeem van verwijzingen naar het commentaar, van het commentaar naar het gedicht, tussen de diverse noten in het commentaar enzovoort. De lezer kan het boek ook in verscheidene volgordes tot zich nemen. Er is niets op tegen om het via de index te lijf te gaan of de verwijzingen te volgen, zoals het ook geen kwaad kan eerst het commentaar te lezen en dan pas het gedicht, terwijl gewoon beginnen bij het begin en doorlezen tot het einde ook een mogelijkheid is.

#### Waardering

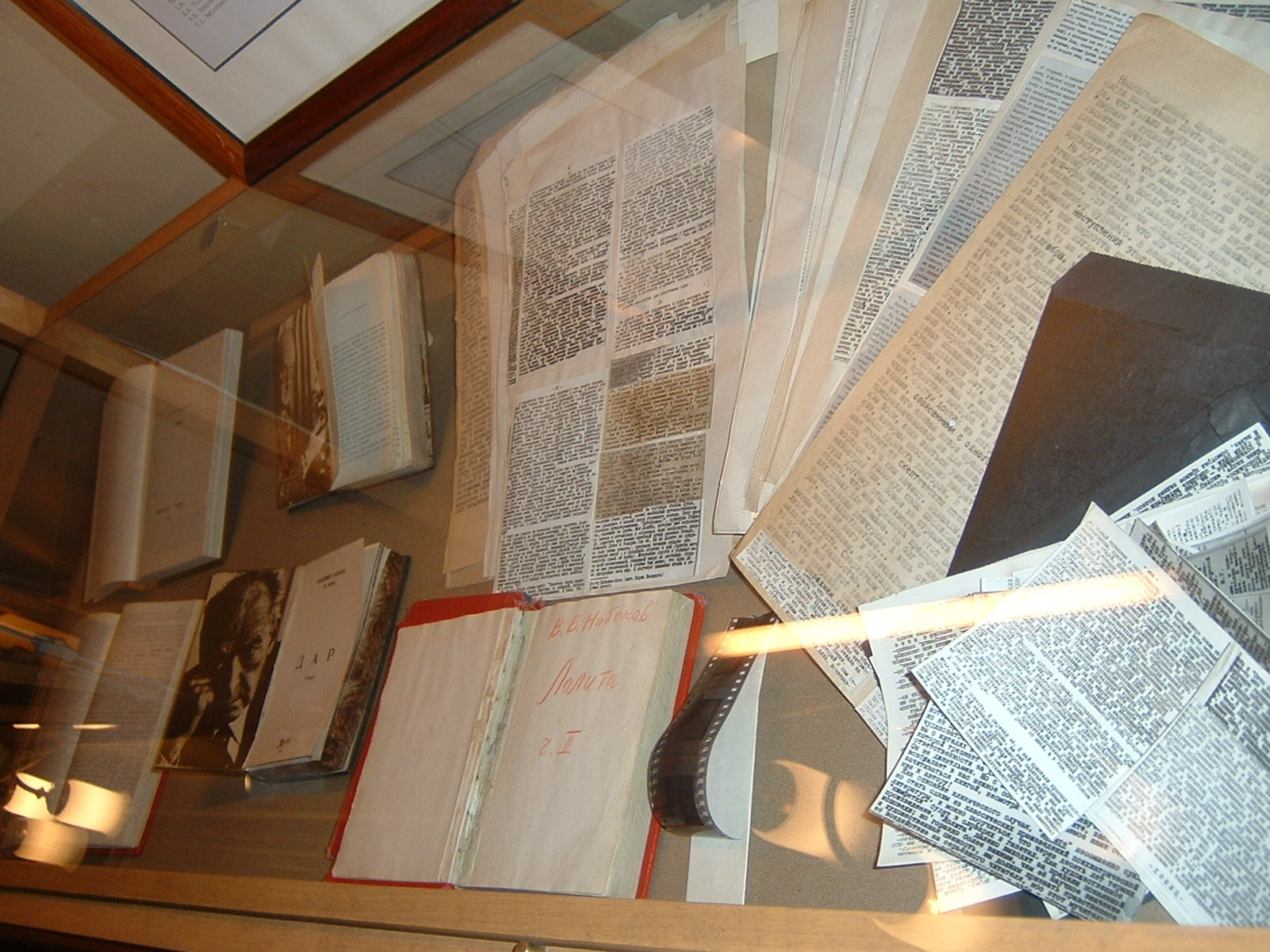
Russische uitgaven van Nabokov, Nabokov-huis, Sint-Petersburg. Ook "Bleek vuur" verscheen er als Samizdat.

"Bleek vuur" wordt wel gezien als een typerend voorbeeld van metafictie. Velen zien het als Nabokovs beste werk. Nabokovs biograaf Bryan Boyd noemt het zijn “meest perfecte roman” en schreef er een hele studie over. In 1999 werd het boek opgenomen in Modern Library’s lijst van 100 beste Engelstalige romans uit de vorige eeuw.

## Beginregels van "Bleek vuur"
Ik was de schaduw van de zijdestaart,

Door ’t vals azuur van ’t venster in zijn vaart,

Geveld: ik zag de veeg asgrijs pluis – zijn vlucht

Vervolgde ik in de weerkaatste lucht; 

En ook van binnenuit zag ik tweemaal

Mijzelf, mijn lamp, een appel op een schaal:

Als ik het gordijn wegtrok, hing boven het gras

Heel ’t meubilair, weerkaatst in donker glas;

En hoe subliem als een pak sneeuw zich net

Op mijn strook gras optastte, tot mijn bed

En stoel nauwkeurig stonden neergeplant

Op dat pak sneeuw, in dat kristallen land!
(Vertaling: Peter Verstegen)

## Noot
1. ↑  De titel "Bleek vuur" is ontleend aan Shakespeares Timon of Athens: "The moon's an arrant thief, / And her pale fire she snatches from the sun" (Act IV, scene 3). Deze zinsnede wordt vaak als metafoor gebruikt voor creativiteit en inspiratie.
2. ↑  Verstegen ontving in 1973 de Martinus Nijhoff Prijs voor zijn vertaling van "Bleek vuur"